# Кам'яно-Товкачівська сільська рада
Кам'яно-Товкачівська сільська рада (Кам'яно-Толкачівська сільська рада) — колишня адміністративно-територіальна одиниця та орган місцевого самоврядування в Овруцькому районі Коростенської й Волинської округ, Київської та Житомирської областей Української РСР з адміністративним центром у селі Кам'яно-Товкачі.

## Населені пункти
Сільській раді на час ліквідації були підпорядковані населені пункти:
- с. Гладковицька Кам'янка
- с. Кам'яно-Товкачі
- с. Олександри
- с. Прилуки

## Населення
Кількість населення ради, станом на 1923 рік, становила 1 268 осіб, кількість дворів — 215.

## Історія та адміністративний устрій
Створена 1923 року в складі сілець Кам'янка Гладківська (Гладковицька Кам'янка), Лична Буда та хуторів Васьків, Дідухи (згодом — с. Прилуки), Дрозди, Кам'янка-Товкачівська (Кам'яно-Товкачі), Ласківський, Мошенський, Олександри, Россош, Тинчин і Яськів Гладковицької волості Овруцького повіту Волинської губернії. 7 березня 1923 року увійшла до складу новоствореного Овруцького району Коростенської округи. На 17 грудня 1926 року на обліку числиться х. Старий Хутір. Станом на 1 вересня 1941 року хутори Васьків, Дрозди, Ласківський, Лична Буда, Мошенський, Старий Хутір і Тинчин не перебувають на обліку населених пунктів.
Станом на 1 вересня 1946 року сільська рада входила до складу Овруцького району Житомирської області, на обліку в раді перебували села Гладковицька Кам'янка, Кам'яно-Толкачі, Олександри та Прилуки.
Після 1952 року х. Россош не перебуває на обліку населених пунктів.
Ліквідована 11 серпня 1954 року, відповідно до указу Президії Верховної ради Української РСР «Про укрупнення сільських рад по Житомирській області», територію та населені пункти приєднано до складу Гладковицької сільської ради Овруцького району Житомирської області.